# Molliens-Dreuil
Molliens-Dreuil is een gemeente in het Franse departement Somme (regio Hauts-de-France) en telt 830 inwoners (1999). De plaats maakt deel uit van het arrondissement Amiens.

## Geografie
De oppervlakte van Molliens-Dreuil bedraagt 22,5 km², de bevolkingsdichtheid is 36,9 inwoners per km².
De onderstaande kaart toont de ligging van Molliens-Dreuil met de belangrijkste infrastructuur en aangrenzende gemeenten.

## Demografie
Onderstaande figuur toont het verloop van het inwonertal (bron: INSEE-tellingen).

1. ↑  Populations de référence 2022.